# San Pietro Canisio agli Orti Sallustiani
San Pietro Canisio agli Orti Sallustiani är en kyrkobyggnad i Rom, helgad åt den helige Petrus Canisius (1521–1597), jesuit och kyrkolärare. Kyrkan är belägen i Collegio Germanico-Ungarico vid Via di San Nicola da Tolentino i Rione Trevi och tillhör församlingen San Camillo de Lellis.
Tillnamnet ”Orti Sallustiani” syftar på Sallustius trädgårdar.

## Kyrkans historia
Collegio Germanico-Ungarico, det vill säga det tysk-ungerska seminariet, flyttade år 1886 till Via di San Nicola da Tolentino. Seminariets kyrka ritades av Pio Piacentini; den helgades åt den helige Jan Berchmans och konsekrerades år 1889. Hela komplexet revs dock år 1939 i samband med anläggandet av gatorna Via Barberini och Via Leonida Bissolati. Prästseminariet byggdes om av Ugo Giovannozzi och 1949 konsekrerades dess nya kyrka – San Pietro Canisio agli Orti Sallustiani, ritad av Bruno Apollonj Ghetti.
Fasaden har en staty föreställande Petrus Canisius. Kyrkans interiör är treskeppig med absid. Absiden är smyckad med en monumental mosaik som visar Den tronande Kristus och Jungfru Maria med apostlarna. Mosaiken är ett verk av Peter Recker (1913–2003). 
Den enskeppiga kryptan har fyra sidokapell på vardera sida. Kapellen till höger är helgade åt Nikolaus av Flüe, Henrik II, Petrus Canisius och Bonifatius, medan de till vänster är helgade åt Robert Johnson och Marko Križevčanin, Stefan av Ungern, Ignatius av Loyola samt Petrus och Paulus.